# Poronia oedipus
Poronia oedipus är en svampart som först beskrevs av Jean François Montagne, och fick sitt nu gällande namn av Jean François Montagne 1856. Poronia oedipus ingår i släktet Poronia och familjen kolkärnsvampar.   Inga underarter finns listade i Catalogue of Life.